# Rivolta del 1173-1174
La rivolta del 1173-1174 fu un conflitto combattuto in quegli anni dal re Enrico II d'Inghilterra, contro cui si erano coalizzati i suoi tre figli, Enrico il Giovane, Riccardo e Goffredo. Data la natura "familiare" dello scontro, esso viene anche denominato guerra civile del 1173-1174.

## Motivi della rivolta
Nel 1173, il re d'Inghilterra, duca di Normandia, conte del Maine, d'Angiò e di Turenna, Enrico II d'Inghilterra, in un incontro a Montferrand riuscì a combinare il matrimonio di suo figlio di sei anni, Giovanni Senza Terra, con Alice (o Agnese), figlia del conte di Savoia, Umberto III, che  avrebbe garantito a Giovanni il controllo dei passi alpini e il diritto di successione in Savoia. Come contropartita Enrico aveva proposto di assegnare ai futuri sposi tre castelli: Chinon, Loudun e Mirebeau, che però erano già stati assegnato all'altro figlio, Goffredo.
Il figlio, Enrico il Giovane, che era co-reggente col padre, rifiutò il suo assenso e si rifugiò alla corte del re di Francia, Luigi VII, da dove lanciò accuse e calunnie contro il proprio padre, il re Enrico II; quindi si recò in segreto in Aquitania, dove i fratelli Riccardo e Goffredo vivevano alla corte di Poitiers, presso la madre, Eleonora d'Aquitania; Enrico il Giovane incitò i fratelli, sembra col consenso della madre, ad unirsi a lui nella ribellione. Eleonora poi spinse i suoi vassalli Aquitani e Guasconi ad unirsi ai suoi figli. I ministri di Enrico il Giovane, che erano di fiducia del padre, ritornarono da Enrico II, portando con loro il sigillo reale; Enrico II rimandò i ministri, con ricchi doni da Enrico il Giovane, che tenne presso di sé solo coloro che gli giurarono fedeltà contro suo padre.
I baroni delle contee del Maine e dell'Angiò e molti nobili normandi e aquitani lo sostenevano, ed inoltre Enrico il Giovane ebbe l'appoggio del re Guglielmo I di Scozia, dei conti di Boulogne, Matteo di Lorena, e delle Fiandre, Filippo I e soprattutto del re di Francia, Luigi VII, di cui era genero dal 1172, che gli aveva fatto costruire un nuovo sigillo reale e al quale aveva reso omaggio, come duca di Normandia e conte d'Angiò e del Maine, mentre i suoi fratelli, Riccardo e Goffredo, avevano reso omaggio a Luigi VII, rispettivamente per l'Aquitania e per la Bretagna. In Inghilterra si unirono alla rivolta, il quinto conte di Chester, Ugo di Kevelioc, il terzo conte di Leicester, Roberto di Beaumont, il conte di Derby, Guglielmo de Ferrers, il primo conte di Norfolk, Ugo Bigod e Ruggero di Mowbray, barone con grandi proprietà nel Lincolnshire e nello Yorkshire.
Anche se i baroni più potenti si erano schierati con Enrico il Giovane, molti baroni si schierarono con il re Enrico II, e tra questi il gran giustiziere, Riccardo de Lucy; inoltre la gran parte del clero era con Enrico II, l'unico vescovo che si unì ai ribelli fu Ugo Puiset di Durham.

## Andamento del conflitto
La ribellione ebbe inizio con l'attacco delle posizioni di Enrico II nel nord della Francia: il conte di Chester, anche visconte d'Avranches e di Bayeux, alleatosi ai nobili bretoni devastò la Bretagna, e mentre il re Luigi VII assediava Verneuil, Enrico il Giovane, con i conti di Fiandra e di Boulogne, avanzò sulla Normandia da est. La reazione di Enrico II non si fece attendere e alla fine di luglio 1173, la Bretagna era stata sgombrata dai ribelli e il conte di Chester, Ugo di Kevelioc, con molti altri nobili, era stato fatto prigioniero. Presentatosi Enrico II a Verneuil, Luigi VII si ritirò dopo aver saccheggiato la città. Infine Enrico II affrontò il figlio, nei pressi di Aumale; in uno scontro il conte di Boulogne, Matteo, perse la vita e l'avanzata dei ribelli si arrestò. Enrico II incontrò i tre figli presso Gisors, gli fece offerte molto generose, ma gli negò un potere indipendente. I figli respinsero le sue condizioni, decidendo di portare la guerra in Inghilterra.
La forza dei ribelli era nelle Midlands e nel nord e nell'est dell'Inghilterra; il Gran Giustiziere, Riccardo, mise allora l'assedio a Leicester il cuore dei ribelli; la città fu distrutta da un incendio, ma il castello resistette; allora concordò una tregua e si rivolse a nord contro gli scozzesi che tentavano un'invasione; li sconfisse ma dovette concordare una tregua (fino al gennaio 1174) anche con loro, perché, il conte di Leicester, Roberto di Beaumont, con dei mercenari fiamminghi era sbarcato nei pressi di Felixstowe, nel Suffolk, nell'ottobre del 1173, e si era unito al conte di Norfolk, Ugo Bigod. L'esercito reale si diresse verso i ribelli e piombò sulle truppe del conte di Leicester, che stava ripiegando verso la sua contea, il conte fu fatto prigioniero con la moglie, mentre al conte di Norfolk fu concessa una tregua sino al maggio 1174, con la promessa che i mercenari fiamminghi fossero rinviati in continente. 
L'inverno servì a prepararsi per la battaglia finale, intanto il vescovo di Durham, che si professava ancora lealista aveva prolungato la tregua con gli scozzesi. Il re di Francia, Luigi VII, progettava l'invasione dell'Inghilterra, mentre il vescovo di Durham si schierò definitivamente con Enrico il Giovane. In primavera il re di Scozia attaccò il nord dell'Inghilterra, conquistò alcuni castelli e assediò Carlisle; nelle Midlands un contingente del Leicester, guidato dal conte di Derby, Guglielmo de Ferrers, incendiò e saccheggiò Nottingham, sconfisse i cittadini di Northampton e fece incursioni nel Northamptonshire e nell'Oxfordshire; infine un gruppo di mercenari fiamminghi sbarcò in East Anglia e si unì al conte di Norfolk, Ugo Bigod, e conquistarono Norwich.
Enrico II sbarcò a Southampton, l'8 luglio 1174, e il 9 si recò sulla tomba di Tommaso Becket, a fare penitenza. Comunque i baroni lealisti del nord, che avevano già reagito ai primi attacchi dei ribelli si riunirono a Newcastle e si diressero verso Prudhoe, che il re di Scozia, dopo aver devastato la regione aveva messa sotto assedio. Guglielmo I di Scozia tentò di ritirarsi ma fu catturato. Enrico II intanto attaccò il conte di Norfolk, obbligandolo alla resa, poi si diresse su Northampton, dove i ribelli gli resero omaggio, assieme al re di Scozia, che era stato portato in quella città.
Alla fine di luglio, Enrico II poteva tornare in Normandia e iniziare l'ultima offensiva. Il re di Francia, Luigi VII, che stava assediando Rouen, si ritirò immediatamente.

## Esito e conseguenze
La ribellione era stata repressa:
- il re di Scozia, Guglielmo I di Scozia, oltre che rendere omaggio a Enrico II, dovette accettare guarnigioni inglesi in cinque suoi castelli, tra cui Edimburgo,
- I baroni ribelli dovettero tutti rendere omaggio a Enrico II per i loro feudi inglesi e francesi,
- Il re di Francia, Luigi VII, dovette accettare la pace che durò sino alla morte di Luigi,
- I figli, pur avendo delle rendite adeguate, non ricevettero alcun feudo da poter governare in modo autonomo: Enrico il Giovane dovette rinunciare a partecipare al governo sia del regno che dei feudi francesi, pur mantenendo i titoli, Riccardo e Goffredo, dopo qualche anno, furono inviati nei loro feudi, rispettivamente in Aquitania e Bretagna, dove dovettero dare prova della loro capacità di combattere e governare,
- infine la moglie, Eleonora d'Aquitania, che, nel 1173, era stata catturata dalle truppe realiste mentre cercava di raggiungere Parigi, dopo aver passato l'anno di guerra prigioniera a Rouen, fu rinchiusa, per circa quindici anni, prima nel castello di Winchester e poi in quello di Sarum.